# ソライロフウキンチョウ
ソライロフウキンチョウ（空色風琴鳥、Thraupis episcopus）は、南アメリカに生息する中型のスズメ目フウキンチョウ科の鳥。

## 分布
メキシコ南部からボリビア北東部、およびブラジル 北部、南端を除くアマゾン盆地全域に分布する。リマ（ペルー）には移入された。トリニダード・トバゴではこの鳥をブルージーン (Blue Jean) と呼ぶ。

## 形態
全長16-18cm、体重30-40g。成鳥は頭部と下面が淡青色で、上面は暗青色。肩斑の色は青みが異なる。くちばしは短くて太い。雌雄とも似るが、幼鳥は羽毛がより鈍い。

## 生態
繁殖生息地は、開けた疎林、耕作地および庭園である。ソライロフウキンチョウは主に果実を食べるが、多少は蜜や昆虫もとる。絶えず動いていて、にぎやかな普通種であり、通常つがいでいるが、時に小さな群れとなる。人の居住地周辺で繁栄し、栽培されたパパイア (Carica papaya) のような果実を食べる。
高い木の分岐や建物のすき間にある深い椀状の巣に、1-3個、たいてい2個の暗斑のある白灰緑色の卵を産む。
雌による抱卵は14日で、羽毛が生えそろうまでさらに17日かかる。巣は時に Molothrus 属のコウウチョウ類に托卵される。
さえずりは、tseee や tsuup の地鳴きを組み入れて甲高くさえずる。

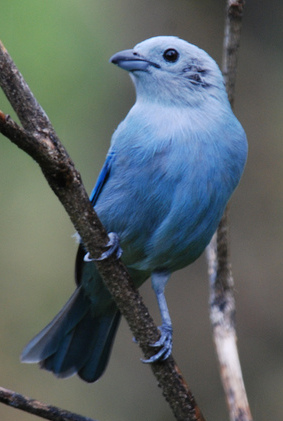
亜種 T. e. neosophilus
Asa Wright Nature Center（トリニダード島）

## 亜種
13-15の亜種が通常認められており、肩斑の青みの残りの羽毛に対する色調によって異なる。灰色み、緑色み、紫色みのある青色と、薄紫色、暗青色、白色みのある肩斑など。例えば、トバゴ島固有の T. e. berlepschi は鮮やかで肩と腰は暗青色であり、ベネズエラ、トリニダード島、コロンビア東部および遠くはブラジル北部に生息する T. e. neosophilus は紫の肩斑、アマゾン川南部流域の T. e. mediana は白色の翼斑があり、アマゾン川北部の T. e. cana は肩が青色である。